# Бюрсен
Бюрсен (фр. Burcin) — коммуна во Франции, находится в регионе Рона — Альпы. Департамент коммуны — Изер. Входит в состав кантона Кантон-дю-Гран-Лем. Округ коммуны — Ла-Тур-дю-Пен.
Код INSEE коммуны — 38063. Население коммуны на 1999 год составляло 370 человек. Населённый пункт находится на высоте от 453 до 734 метров над уровнем моря. Муниципалитет расположен на расстоянии около 450 км юго-восточнее Парижа, 60 км юго-восточнее Лиона, 36 км северо-западнее Гренобля. Мэр коммуны — François Guetaz, мандат действует на протяжении 2008—2014 гг.
Динамика населения (INSEE):